# Tino Zimmermann
Tino Zimmermann (* 1990 in Templin) ist ein deutscher Künstler und Fotograf.

## Leben
Zimmermann wuchs in Brandenburg auf. Nach seinem Hauptschulabschluss begann er eine Lehre als Grafikdesigner, die er nicht abschloss. Mit 18 Jahren zog er nach Berlin, jobbte, konsumierte Drogen und lebte im Sommer 2010 für ein paar Monate auf der Straße. Nachdem er sich selbst nach einer drogeninduzierten Psychose aus der Psychiatrie entlassen hatte, kehrte er 2011 zurück in die Uckermark und begann zu fotografieren. Nach jahrelangen Depressionen bestand er 2016 ohne Abitur die Aufnahmeprüfung an der Hochschule Hannover, wo er Fotojournalismus und Dokumentarfotografie studierte. Anschließend studierte er von 2018 bis 2024 Freie Kunst an der Kunstakademie Karlsruhe in der Klasse von Daniel Roth. Er war zwischen 2020 und 2024 Stipendiat der Studienstiftung des deutschen Volkes. Zimmermann lebt in Templin.

## Werk und Rezeption
Ausgangspunkt für seine Kunst bildet seine Biografie. Sein Künstlerbuch Developments mit der Eigenbeschreibung eines psychiatrischen Krankheitsverlaufes entstand ab 2011 als ein Langzeitprojekt. Mit einer alten Kamera der Marke Exa aus DDR-Zeiten machte Zimmermann zahlreiche Aufnahmen des Ortes Templin und der Umgebung, „vor allem aber von sich selbst und seinem unmittelbaren Lebensumfeld, vom Zimmer und dem Computer, die ein Zentrum seiner Existenz bildeten“.
Das selbst verlegte, autobiografische Künstlerbuch vereint auf 528 Seiten private Fotografien, Selbstporträts, handschriftliche Texte, Screenshots und dokumentarische Fragmente. Es wurde 2019 in einer frühen Version mit dem Deutschen Fotobuchpreis in der Kategorie „studentisches Projekt“ ausgezeichnet. Die finale Version erschien 2024 und wurde im Studio der Kunsthalle Mannheim zusammen mit einer Rauminstallation in der Einzelausstellung Studio Tino Zimmermann präsentiert, kuratiert von Johan Holten.
Der Studio-Raum, der mit einer Collage stark vergrößerter Fotografien ausgestaltet war, wirke eng, „geradezu klaustrophobisch“, schrieb der Kulturredakteur des Mannheimer Morgen über die Ausstellung. Die bedrückende Stimmung, die Zimmermann in der Nachwendezeit erlebt hatte, teile sich unmittelbar mit. „Ein großes Wandstück ist mit Abbildungen unzähliger Zigarettenkippen übersät. Verraucht, geknickt und zusammengedrückt - so ließe sich wohl auch Zimmermanns damaliges Lebensgefühl beschreiben.“
Sein Buch wurde in der Fachzeitschrift Camera Austria rezensiert. Das Thema der psychischen Gesundheit werde von Zimmermann mithilfe der Kamera als Prozess dargestellt. Leitmotivisch ziehe sich das Symbol des Fensters durch das Buch, das jedoch sein Freiheitsversprechen nicht immer halten könne. Zimmermann habe einen Beitrag zur Entstigmatisierung von Depressionen leisten wollen. Dennoch sei bei ihm das Private auch politisch. Das Buch sensibilisiere für das Aufwachsens in emotionaler Armut und die Lethargie reizarmer Umwelten, was „die AfD nicht schwächer“ mache.
Die Ausstellung Festgehalten – Kunst als Wegweiser im Dunkel der Psyche im Wilhelm-Fabry-Museum brachte großformatige Fotografien von Zimmermann mit Holzobjekten von Matthias Kube, einem Arzt, der an Alzheimer erkrankte, zusammen, um zu zeigen, wie ganz unterschiedlich seelisch kranke Menschen Outsider Art verwirklichten.

## Veröffentlichungen
- Developments. Eigenverlag, Templin 2024, ISBN 978-3-00-079436-0

## Ausstellungen
- 2023–2024: Festgehalten. Kunst als Wegweiser im Dunkel der Psyche, Wilhelm-Fabry-Museum[9][8]
- 2024: Studio Tino Zimmermann, Kunsthalle Mannheim[2]

## Ausstellungskataloge
- Festgehalten. Kunst als Wegweiser im Dunkel der Psyche, Tino Zimmermann, Matthias Kube. Hrsg. Wilhelm-Fabry-Museum, Morisel Verlag, Asbach 2023, ISBN 978-3-943915-61-7.
- Studio Tino Zimmermann. Hrsg. Johan Holten und Dorotea Lorenz, Kunsthalle Mannheim, Mannheim 2024, ISBN 978-3-89165-256-5.